# 指责受害人
指责受害人（英文：Victim blaming），或稱作檢討受害者、檢討被害人、責怪受害者、怪罪受害者、受害者有罪论等，是一种认知方式，指在侵害行为或犯罪事件中，将过错部分以至全部归咎于受害者，认为受到伤害一定是因为受害人本身有错。在对欺凌、抢劫、强奸、性骚扰等行为的评论中经常出现。此一認知方式往往導致身心已受創的被害者陷入自責和自我厭惡的情緒，提高受害人患上心理疾病的概率或加重病情。而大眾過度著重於檢討受害者，有時反而忽略了真正的加害人（往往是罪犯）仍然逍遙法外。
任何罪案的受害者都可能成為檢討受害者的對象，而對性犯罪與家暴受害者的檢討是尤其嚴重的問題，在歷史上和現代，很多社會都一直存有對性犯罪與家暴受害者的偏見，像例如在已知受害者與加害者事前彼此認識的狀況下，人們對強姦受害者的檢討，更勝於對搶劫受害者的檢討。
認為受害者「活該」、「自己不小心」、「沒保護好自己」等都是一種指責受害者的說詞，即使類似的說詞是出於善意警惕也一樣；而不論內容如何，對性侵犯、強姦、性騷擾和家暴等的受害者的檢討，永遠都是不合理的；而受害者研究的一個主要目的，就是要減少對受害者的偏見，以及減少認為受害者該多少為自己受侵犯的狀況負點責任的看法。

## 歷史
英語中的victim blaming一詞，最早出於威廉·瑞恩（William Ryan）於1971年出版的《指责受害人》（blaming the victim）一書的標題，瑞恩聲稱，在美國，人們以指責受害者，作為合理化種族主義和社會上對黑人的種種不公的意識形態。瑞恩當初寫這書的目的，是為了要駁斥丹尼尔·帕特里克·莫伊尼汉在1965年出版的《黑人家庭：支持國家行動的根據》（又稱《莫伊尼汉報告》）一書的內容。
莫伊尼汉在他的報告中，總結道說對黑人長達三個世紀的壓迫，導致了美國黑人家庭結構一長串的無序瓦解事件，而這導致了美國黑人家庭在報告發出時所見的高比率未婚生子、家裡沒有父親，以及家庭是只有母親的單親家庭等現象，莫伊尼汉之後並將這種他眼中不理想的家庭結構，和美國黑人較低的就業率、教育水平及財務上的成就給做連結，而黑人的家庭結構也透過其小孩之故，而受到媒體的影響。美國黑人的家庭常被描繪成一種受到黑道影響，因而經常單親或非常暴力的家庭，而這些家庭小孩的侵略性與暴力行為，則被歸咎於電視節目的影響。在此種家庭中，父親頂多偶爾存在，而母親在照顧小孩的食衣住行與醫療方面，常常仰賴政府的協助。瑞恩反對莫伊尼汉之後對美國黑人出現此種家庭的處境的近因的看法，他批評莫伊尼汉理論說：莫伊尼汉嘗試藉由此理論，將責任從美國社會階層因素那裏，給轉移到窮人的行為和文化模式之上。
但在瑞恩出版此書之前，學界就已有人討論檢討受害者的現象。在1947年，狄奧多·阿多諾將一種被後世稱為「指責受害者」的現象，給稱為「法西斯主義的所有特性中，最為險惡的特性之一」。在那之後不久，阿多諾和另外三名美國加州大學柏克萊分校的教授，共同設計了具影響力且備受爭議的F-量表（F-scale，其中的F指「法西斯」），這量表出現於1950年的《威權性人格》（The Authoritarian Personality）一書當中，該量表包括了「對任何受歧視的人事物或弱者的厭惡」一項。一個典型的指責受害者的表述是「這是受害者所要的」，像例如一些人可能會說，性侵犯受害者想要被如此對待，所以才會有這種遭遇。

## 對受害者的二度傷害

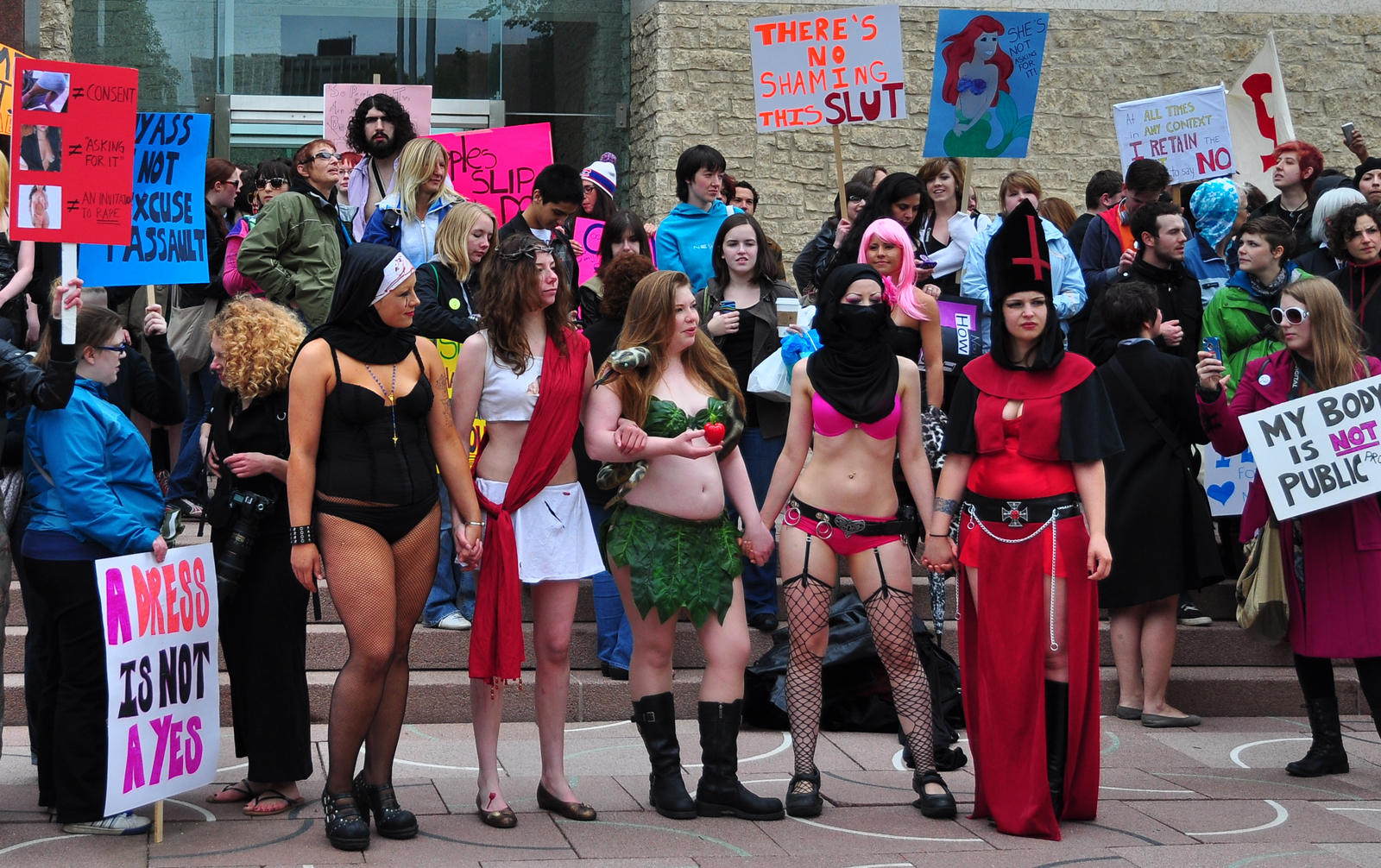
數百名站在加拿大亞伯達省埃德蒙顿立法單位附近抗議指責受害者的群眾。

二度傷害指的是受到性侵犯、強姦、虐待、醫療過程中的侵犯性的碰觸、以及醫療失當等各種原因所害的受害者，因為有關人士或單位的回應而再次受創的狀況。常見的二度傷害包括指責受害者、不相信受害者的故事、小看侵犯的嚴重性，或個人與機構在受害者受侵犯後給予不適當的醫療等等。此外，一項研究指出，法官和律師在家暴案件中常常小看事情的嚴重性，甚至有時會使用指責受害人的言語；而對受害者的二度傷害尤其常見於下藥性侵、被認識的人性侵、軍中性侵（Military sexual trauma）以及法定强奸等的情境中。在性犯罪之外，在中華民國，媒體也曾報導說，有謀殺案件的受害者家屬感覺自己不受到人權團體支持，甚至感覺自已受到主張廢除死刑的人權團體欺侮；在日本，瀨戶內寂聽也曾因為透過影片批評死刑制度，且作出「請與這些只想著殺戮的笨蛋們戰鬥吧!」的發言，而被認為是侮辱受害人家屬，因而遭到許多被害者協會成員、受害人家屬及社會猛烈批判。
性侵受害者常常因為強暴迷思（rape myth）的緣故而蒙受汙名，在父權文化中，受強姦的女性尤其常因為對性行為的習俗和禁忌等，而蒙受汙名，像例如在一些文化中，一個被強暴的女性，尤其一個在被強暴之前是處女的女性，可能會被看做「受損的財貨」，在這些文化中，強暴受害者可能會受到孤立、生理和心理的虐待、蕩婦羞辱、公開羞辱儀式、被家人與朋友斷絕往來、被禁止結婚、被迫離婚或甚至被殺等各種待遇；然而，即使在許多的已開發國家，包括美國社會的部分地區，厭女依舊是文化的一部分。
一個常被性別歧視者用來檢討女性性侵受害者的說詞是「穿著性感暴露的服裝，會激起男人的性欲，尤其是激起那些認為『穿著暴露的女人是在主動勾引性伴侶』的男人的性欲」，此種對受害者的指控，根植於「性感暴露的衣物，不論穿著者的想法如何，其所代表的是穿著者允許性行為」這樣的想法，而研究並未證實服裝是決定誰會受到性侵犯的一個因素。
認為「若受害者做出飲酒之類會導致自己抵抗或拒絕性愛的能力減弱的行為，並因此受到性侵的話，受害者本身也該負一些責任」的看法，是檢討受害者的另一個例子。受害者權益團體以及醫療專家正嘗試教導年輕人關於「允許」的定義，以及這定義對於減少檢討受害者作為的重要性。多數的制度都採納了積極同意（affirmative consent）的概念，並指出說在對方受藥物影響的情境下不從事性行為，是最安全的選擇。
為了在法庭中抹煞疑似性侵受害者的聲譽，一些辯護律師可能會「放大檢視原告的個人生活史」，這種做法有個明確的效果，就是這樣可能會讓一些受害者感到不舒服，以致她們選擇不繼續。這種人身攻擊的行為，尤其指出受害者淫亂一面的做法，會讓一些人認為說受害者是過著諸如淫亂或濫用藥物等「高風險」生活的女性，因此不會是真正的強姦受害者。
對於強暴迷思接受度的研究支持女性主義者提出的「性別歧視是檢討女性強姦受害者心態之所以出現的根本」的理論。
一篇在2009年出版於《人際暴力期刊》（Journal of Interpersonal Violence）、關於男性性侵受害者的研究總結說對男性強暴受害者的檢討，通常和社會上對陽剛氣質的建構有關，而這樣的部分結果，就是在這樣的強暴案件中，男性受害者會感覺自己失去陽剛氣息、對自己的性傾向感到困惑，且會感覺自己是個失敗的男子漢。
受到不想要的性接觸所害的受害者，常會出現諸如憂鬱症和一種被稱為強暴創傷症候群的創傷後壓力症候群等症狀。
指責受害人的人常常是受害人的家屬和朋友，但受害者家屬也可能成為檢討受害者的目標，像例如中華民國曾從事受害者保護研究的法學者盧映潔曾在2011年上電視參與死刑存廢討論時做出「想問各位爸媽，你小孩晚上有沒有起來上網？為什麼三、四點不睡覺跟陌生人出去，你們都不知道？」這種不論上下文與相關情境如何，都疑似檢討強姦殺人案受害者及其家屬行為的言論。另外在日本光市母女殺害事件的審判過程中，被告的辯護律師團被一些人認為有蓄意以言語傷害受害者家屬的行為，因此一些人要求兇手的辯護律師團必須為其言行作出賠償。

### 理想的受害者
一個「理想的受害者（Ideal victim）」指的是一個因為各種不可抗力、不可避免的因素而處於受難的情境，進而蒙難的受害者，這個說法可套用在任何犯罪之上，但更常套用在對性侵的討論中。自1980年代開始，挪威犯罪學者尼爾斯．克里斯逖（Nils Christie）就開始為理想受害者的概念提出理論，在他的研究中，他給出了兩個範例，其中一個是一個老女人拜訪自己的親戚後，在回家的路上遭受陌生人攻擊，另一個是一個男子在酒吧中被自己認識的人給攻擊。克里斯逖指出，在老女人的例子中，那個老女人因為無法迴避相關場合、不認識攻擊者且理應沒有還擊能力之故，因此是一個理想受害者；而在男人的例子中，那個男人可以選擇不去酒吧、認識攻擊者，且因為年紀較輕又身為男人之故，因此理應有能力還擊，所以不是一個理想受害者。
在司法人員將此理論套用於性侵受害者之上時，他們常假定說一個理想的性侵受害者應當要抵抗性侵者，且應當對高風險的情境有所警覺，即使改革後的法律不再要求這類謬誤性的假定也一樣。若受害者不符合理想受害者的形象，那她們就會承受第三方「檢討受害者」的風險，而這是因為人們常認為這樣的受害者不是真正的強暴受害者之故，因為這樣的受害者不符合強姦法規的判斷基準之故，因此她們不會被認為是真正的受害者，也因此加害者不會受到控訴。
若一個受害者表現淫蕩、使用酒精或藥物，或過著「高風險」的生活，那人們就不會認為她是一個理想的受害者；不僅如此，人們也不會認為一個和加害者有著親密關係的受害者是一個理想的受害者。之所以人們會有這樣的看法，是因為一些人以為這些行為會讓性侵受害者的宣稱打折扣，或者這樣的行為和關聯會讓人們誤以為她們同意這樣的行為，而在這看法的影響下，人們就會將部分或全部的責任，給推卸到受害者身上，因此這些受害者的案子就不值得告上法庭，即使在法律制度已改得偏向支持積極同意之後，這樣的看法依舊持續；而所謂的積極同意，指的就是參與性活動的人，必須給予明確的口頭同意才算同意，而不是參與者在沒有回答是或否的狀況下就可能視同同意，換句話說，「積極同意」指的就是「回答『要』就是『要』，回答『不要』就是『不要』，沒有回答就是『不要』」
一個聚焦於未成年性暴力受害者的研究顯示，人們對理想受害者的刻板印象，在他人對受害者的態度中，扮演了關鍵的角色，其中符合此種刻板印象的受害者受到他人的同情、支持和適當的引導；反之那些不符合此種刻板印象的受害者則受到他人的檢討、羞辱，且很少受到下一步該怎麼做的適當引導，只有那些符合此種刻板印象的受害者得到她們所需要的幫助（像例如跟人講述自己的遭遇或者回報此種犯罪）；然而多數的受害者不符合此種刻板印象，換句話說，多數的性暴力受害者可能並未得到適當的協助。
既然有理想受害者，那對於犯罪自然也有理想加害者（ideal perpetrator）的形象存在，理想的加害者往往是那些不認識受害者、完全缺乏同理心、沒有道德準則的怪物，一個認識受害者的加害者不被認為是理想加害者，看起來正常的人也不被認為是理想加害者。親密伴侶暴力案件的加害者不被認為是理想的加害者，這是因為在這類案件中，受害者認識加害者所致；丈夫和妻子也不被認為是理想的受害者或加害者，這是因為他們彼此認識且相對親密之故。
在牽涉受虐婦女症候群（Battered woman syndrome）的罪案中，將受害者和加害者給簡化成某種理想類型所造成的問題，受到一些關注。

## 全球現狀
在世界各地，很多不同的文化在面對強姦、仇恨犯罪和家暴等犯罪時，都有指責受害者的傾向。指責受害者在世界各地都相當普遍，尤其在該項犯罪於社會上是相對可接受，且社會上的人建議以此類行為將某些人視為次等人對待時更是如此。像例如在索馬利亞，性虐待的受害者經常會受到騷擾和驅逐。一個具體的例子是一個名叫法蒂瑪的14歲女孩受到綁架和強姦後的遭遇，在警察趕到時，法蒂瑪和強姦犯都被逮捕，強姦犯被關押的時間不長，但法蒂瑪被關了一個月，且在這段期間，法蒂瑪不斷地被監獄看守給強暴。
在2016年2月，國際警戒（International Alert）和联合国儿童基金会這兩個組織聯名出版了一篇研究，指出在奈及利亞，被從博科圣地軍的俘虜中釋放的女孩和女人，經常會面臨被自己的社群和家庭拒絕的命運，而她們因為受侵犯而生的小孩，甚至還受到更多的歧視。
在南亞，對女人潑酸以懲罰她們在旁人眼中的不端行為的作法，是指責受害者的另一個例子，像例如在2005年的時候，在印度新德里，一群男人因為他們認為一名十六歲的少女跟一名男人主動要求發展關係之故，而對她潑硫酸。在中華文化當中，指責受害者常與強姦有關，而這是因為人們指望女人積極作為抵抗強姦所致，因此當一個女人被強姦，人們常會認為女性受害者至少也要負一些責任，且她的品德也必然會受到質疑。
在西方文化，指責受害者被很多人認為是不恰當的；然而，即使在西方文化，依舊有人指責受害者，在歐美國家一個近期的例子是在一場2013年的審判中，美國洛杉磯的一個學區認為一個十四歲的少女該多少為自己受到她的國中老師性虐待一事負責，在其中，學區所雇請的律師聲稱受害的少女該為自己保護自己免受虐待負責，藉此將所有的責任都推卸到受害者身上，而加害者因而免責。盡管律師費了最大的努力說服法庭說受害者也該負責，但最後法庭的裁決指出，沒有任何受自己老師性侵的未成年人，該為防止自己受性侵負責。
在日本，獨立記者伊藤詩織曾在2017年MeToo運動期間，指控前TBS電視台華盛頓分社社長山口敬之對她下藥性侵，這是日本第一次有女性願意以公開身分的方式控訴權勢性侵；在公開現身後，伊藤詩織遭受到了許多來自日本民眾的匿名謾罵、人身攻擊和恐嚇，她的許多照片也被搜出公開在網路上，伊藤詩織甚至受到漫畫家以漫畫內容進行誹謗；伊藤詩織本人的言行也被拿來檢視，許多人因為她不符合主流性侵被害者的想像而批評她。例如，她因在公開記者會上穿了頭兩顆扣子未扣的白色襯衫，被批評為「蕩婦」，指稱是她行為不檢點；以及一張她在被性侵後的照片面露微笑，而被人認為性侵一事子虛烏有，否則她怎麼可能還可以在工作中微笑；但實際上，性侵被害人是什麼樣子，和一個人是否有被性侵的事實無關；另外在日本光市母女殺害事件的審判過程中，被告的辯護律師團被一些人認為有蓄意以言語傷害受害者家屬的行為，因此一些人要求兇手的辯護律師團必須為其言行作出賠償。

## 反對觀點
社會與人格心理學家羅伊‧鮑梅斯特（Roy F. Baumeister）認為，檢討受害者並不一定是一種謬誤性的行為，他聲稱說受害者在一場衝突中所扮演的角色，可能和一般對暴力和殘忍行為的解釋大相逕庭，而一般的解釋總會假定受害者是無辜的。
根據鮑梅斯特的說法，在「純粹邪惡神話」這樣的經典傳說中，無辜且好心的受害者，在從事某些活動時，突然受到邪惡且滿懷惡意的惡徒攻擊；而鮑梅斯特認為，加害者和受害者都可能扭曲其所遭遇的情境，加害者會嘗試將侵犯行為最小化，而受害者則會盡其所能地放大這樣的侵犯行為，因此對這些事件的說詞不該視為客觀事實。
鮑梅斯特並指出，在一些情境中，加害者常會認為說，比起那些受自己所害的人，自己更是一個受害者，他們藉此種「道德情結」來合理化自己的各種暴行，而這種合理化通常根植於對侮辱的過度敏感，鮑梅斯特在虐待妻子的丈夫中經常看到這種傾向；不過基本上，加害者所施加的暴行，通常都太超過，且其程度往往遠高於加害者所聲稱的那些激起自己暴行的行為的嚴重度。

## 舉例
- 欺凌：指責受欺凌的人個性軟弱、不擅處理人際關係或得罪加害者；或認為被欺凌的人自己品行不佳，或有嚴重脫軌的行為，或被欺凌的人自己也在欺負他人，因此活該受欺凌，而幫助被欺凌的人說話的第三方不了解受欺凌的人的行為問題有多嚴重等等。
- 強姦、性騷擾：指責被害者（一般是女性）穿著暴露、舉止豪放、「不守婦道」，或者出入某些特定的場所（如夜店）或自己不小心等等。
- 搶劫：遭到搶劫的受害者往往被指責「炫富」。
- 洗腦：指責受洗腦所害的人愚笨、容易被騙、缺乏判斷力、心理脆弱、精神不正常等等。
- 車禍：指責發生車禍的人沒有盡到該觀察並避免肇事的義務，縱使肇事責任不在他身上。

### 對納粹大屠殺的迷思
對納粹大屠殺，一個可能出現的迷思是被屠殺的猶太人等族群「像羊乖乖接受屠宰一般」（Like sheep to the slaughter）接受自己的命運，而包括埃米尔·法肯海姆（Emil Fackenheim）在內的很多作者都認為，這種想法是指責受害者的一種形式；另外，所謂的「二度反猶主義」（Secondary antisemitism）是一種非猶太歐洲人嘗試將大屠殺的責任從納粹轉移到猶太人身上的嘗試，而這種講法常可以「德國人不會因為奥斯威辛而原諒猶太人」一句話做總結。
而實際上猶太人在集中營當中反抗納粹屠殺的行為也是時有所聞的，猶太人並非「像羊乖乖接受屠宰一般」接受自己的命運，詳情可見猶太人對納粹的抵抗一文。

## 相关俗语
- 苍蝇不叮无缝的蛋
- 一个巴掌拍不响

## 參閱
- 性積極運動